# God kak zjizn
God kak zjizn (russisk: Год как жизнь, da.: Et år er som et helt liv) er en sovjetisk spillefilm fra 1966 instrueret af Grigorij Rosjal.

## Medvirkende
- Igor Kvasja som Karl Marx
- Andrej Mironov som Friedrich Engels
- Rufina Nifontova
- Anatolij Solovjov
- Aleksej Aleksejev
- Ljudmila Tjursina